# Cathédrale Sainte-Marie-de-l'Immaculée-Conception de Lafayette
Cette  cathédrale n’est pas la seule cathédrale de l'Immaculée-Conception.
La cathédrale Sainte-Marie-de-l'Immaculée-Conception (en anglais : Cathedral of Saint Mary of the Immaculate Conception) est la cathédrale du diocèse de Lafayette-en-Indiana aux États-Unis dans l'Indiana. Elle se trouve sur Columbia Street dans le centre-ville de Lafayette.

## Historique
C'est en 1843 qu'un petit groupe d'émigrants irlandais commence à se réunir dans une salle louée de la ville pour assister à la célébration de la messe. L'année suivante, ils réunissent suffisamment de fonds pour faire bâtir au coin de Brown Street une petite église de briques dédiée aux saintes Marthe et Marie, terminée en 1846. Une école paroissiale adjacente construite en 1850 est confiée en 1858 aux Sœurs oblates de la Providence (en), congrégation enseignante fondée une vingtaine d'années plus tôt à Baltimore.
En 1860, un paroissien de Lafayette, Lawrence Stockton, fait don d'une parcelle de terrain sur Columbus Street pour faire construire une nouvelle église et une nouvelle école. Les travaux commencent aussitôt, mais sont interrompus par la guerre civile américaine. La nouvelle église, construite en style néogothique, est terminée et consacrée, le 15 août 1866, fête de l'Assomption.
Lorsque le nouveau diocèse de Lafayette-en-Indiana est érigé par Pie XII en 1944, l'église est choisie pour devenir la cathédrale du diocèse. Elle est dédiée à l'Immaculée Conception de la Bienheureuse Vierge Marie.
Des travaux de réaménagement intérieur ont lieu en 2001.

## Source
- (en) Cet article est partiellement ou en totalité issu de l’article de Wikipédia en anglais intitulé « Cathedral of Saint Mary of the Immaculate Conception (Lafayette, Indiana) » (voir la liste des auteurs).